# Boletus aestivalis
Il porcino estivo (Boletus reticulatus Schaeff. 1774, noto anche come Boletus aestivalis (Paulet) Fr. 1838) è un fungo edule molto saporito appartenente alla famiglia delle Boletaceae che cresce in un periodo che va dalla tarda primavera fino alla fine dell'estate, purché le precipitazioni non siano scarse.
Uno dei caratteri morfologici che lo differenziano da altri porcini è la cuticola del cappello che si screpola con grande facilità, anche a causa delle temperature elevate del periodo estivo nonché dell'esposizione prolungata al sole. Oltre a ciò è un fungo ben noto ai fungaioli per l'estrema facilità con cui viene attaccato dalle larve, numerose nel periodo stagionale in cui cresce.

## Descrizione della specie
Cappello 
4–20 cm, convesso, quasi appianato, di colore nocciola brunastro uniforme, si screpola facilmente a causa del caldo secco e del vento; cuticola asciutta, opaca e vellutata.
Da giovane ha la forma tondeggiante con margine aderente al gambo. Con l'età diventa prima emisferico, poi quasi appiattito ma raramente disteso del tutto.
 Pori 
Pori piuttosto piccoli, inizialmente bianchi, quindi giallini, infine giallo-verdastri con l'invecchiamento. Immutabili al tocco.
 Tubuli 
Lunghi, sottili, bianchi poi tendenti al giallastro.
 Gambo 
8–15 cm x 2–5 cm. Robusto, di forma cilindrica regolare, ingrossato alla base. Biancastro, ricoperto completamente da un reticolo brunastro in rilievo. Il piede è spesso molto radicato nel terreno.
 Carne 
Bianca, immutabile, tendente al giallo, piuttosto molle al tocco.
- Odore: fungino.
- Sapore: dolce.

 Spore 
Di colore scuro, tendenti all'olivastro, ellissoidali-fusiformi, 12-16 x 4,5-5,5 µm.

## Habitat
Cresce soprattutto in estate nei boschi caldi di latifoglia (soprattutto castagno, querce); abbastanza comune e molto ricercato.

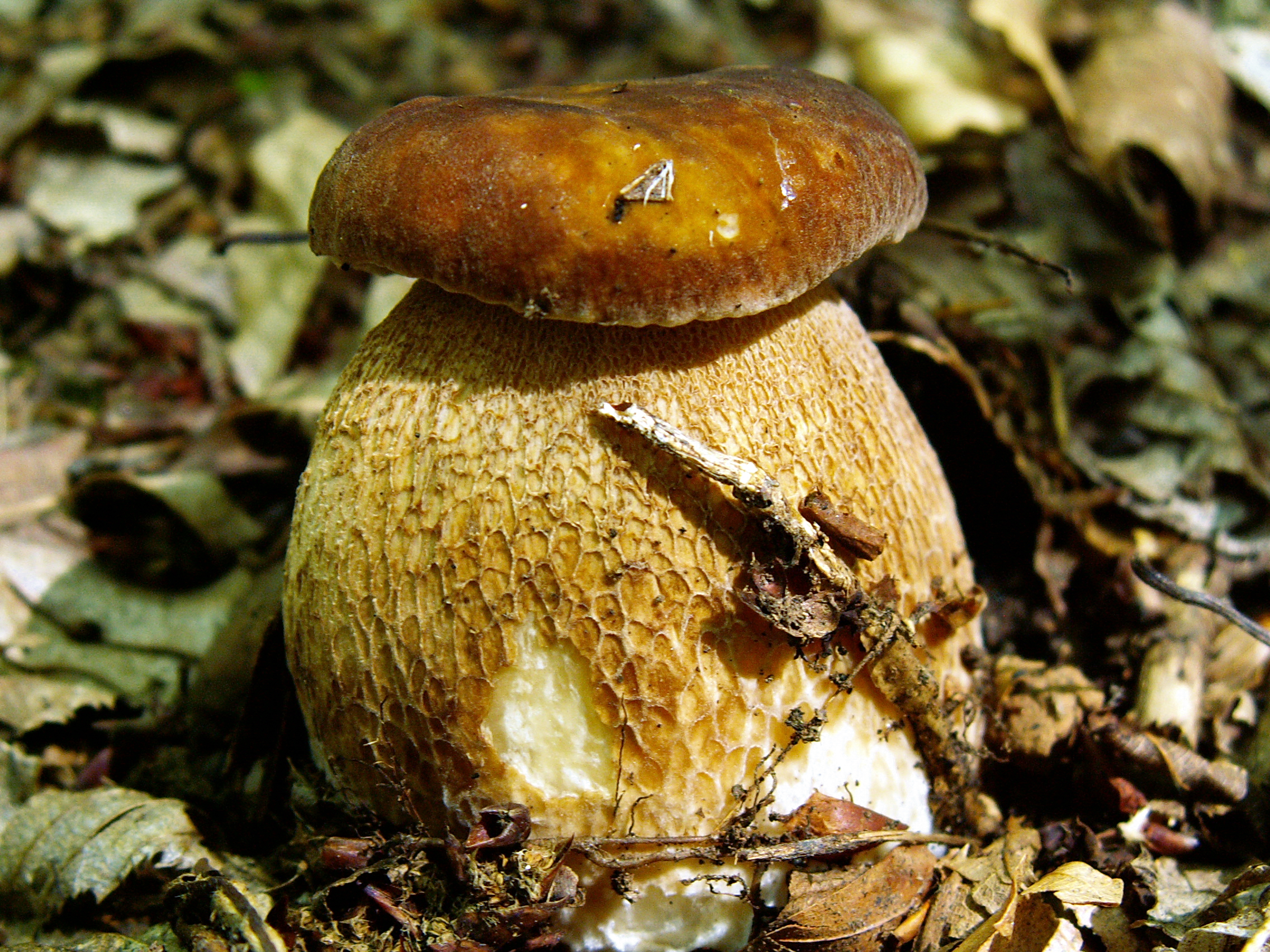
Esemplare dal gambo fortemente obeso

## Commestibilità
Eccellente, il più profumato del gruppo "edules".

## Etimologia
Dal latino aestivalis, estivo, per il periodo di maturazione.

## Specie simili

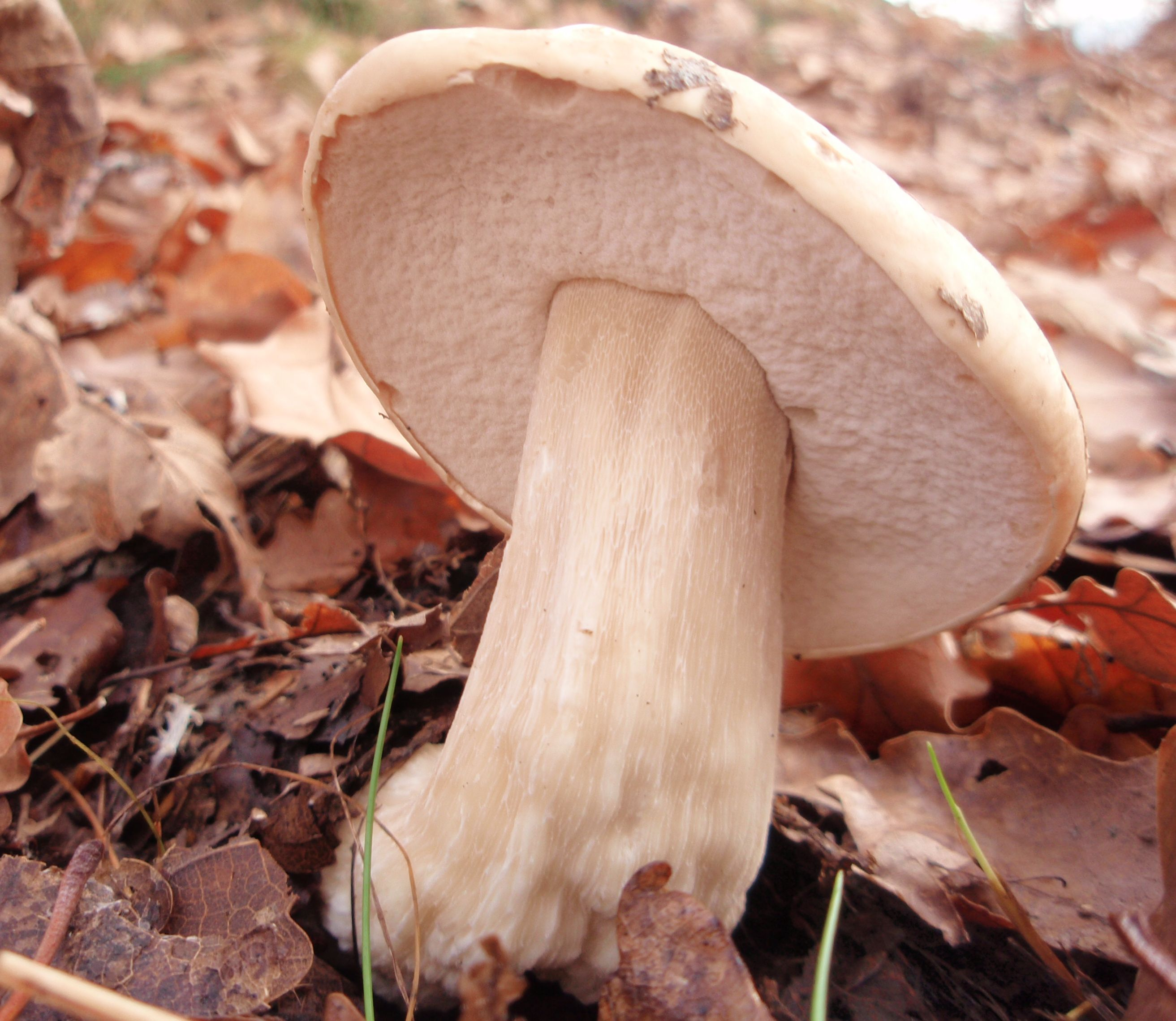
Boletus reticulatus

- In alcune sue forme può essere confuso con Boletus edulis da cui si distingue per la cuticola del cappello finemente vellutata, dal colore uniforme e quasi sempre screpolata; più difficile confonderlo con Boletus aereus.
- Tylopilus felleus (immangiabile per via del sapore amarissimo) che però presenta pori di colore rosa.

## Sinonimi
- Suillus reticulatus (Schaeff.) Kuntz, Revis. gen. pl. (Leipzig) 3(3): 535 (1898)
- Boletus edulis subsp. reticulatus (Schaeff.) Konrad & Maubl., Icon. Select. Fung. 4(2): pl. 398 (1926)
- Boletus edulis f. reticulatus (Schaeff.) Vassilkov, Bekyi Grib: 18 (1966)
- Boletus reticulatus Schaeff., Fung. bavar. palat. nasc. (Ratisbonae) 2: tab. 108 (1763)
- Boletus mutabilis Batsch, Elench. fung. (Halle): 99 (1783)
- Boletus reticulatus var. minor Alb. & Schwein., Consp. fung. (Leipzig): 240 (1805)
- Tubiporus aestivalis Paulet, Traité champ. (Paris) 2: 371 (1808)
- Boletus aestivalis (Paulet) Fr., Epicr. syst. mycol. (Upsaliae): 422 (1838)
- Versipellis aestivalis (Paulet) Quél., Enchir. fung. (Paris): 158 (1886)
- Dictyopus aestivalis (Paulet) Quél., Fl. mycol. France (Paris): 421 (1888)
- Suillus aestivalis (Paulet) Kuntze, Revis. gen. pl. (Leipzig) 3(3): 535 (1898)
- Boletus reticulatus var. rubiginosus Pelt. ex E.-J. Gilbert, Les Livres du Mycologue Tome I-IV, Tom. III: Les Bolets: 117 (1931)
- Boletus carpinaceus Velen., Novitates Mycologicae Novissimae: 158 (1940)
- Boletus reticulatus subsp. carpinaceus (Velen.) Hlaváček, Mykologický Sborník 71(2): 54 (1994)

## Nomi comuni
- (FR)  Bolet cèpe d'été
- Ceppatello
- Estatino
- Fungo bianco
- Porcino estivo
- Stataiolo
- Soulëta (appennino parmense)[senza fonte]